# پیتر ولینگتون
پیتر ولینگتون (انگلیسی: Peter Wellington) کارگردان فیلم، کارگردان تلویزیونی و فیلم‌نامه‌نویس اهل کانادایی‌ها است.
از فیلم‌ها یا مجموعه‌های تلویزیونی که وی در آن‌ها نقش داشته‌است، می‌توان به مصائب و مشکلات، نجات امید و پلیس‌های تازه‌کار اشاره نمود.